# Péronne (Somme)
Péronne è un comune francese di 8 446 abitanti situato nel dipartimento della Somme nella regione dell'Alta Francia.
La Lega cattolica pubblica la sua proclamazione il 31 marzo 1585 a Péronne, dove si dichiara di voler sottrarre il re ai favoriti, ristabilire la religione unica e obbligare il re a riunire regolarmente gli Stati generali.

## Società

### Evoluzione demografica
Abitanti censiti

## Cultura

### Istruzione

#### Musei
- Museo della Grande Guerra

## Amministrazione

### Gemellaggi
- Salobreña
- Blackburn
- Altena